# James T. Kirk
James Tiberius Kirk (Iowa, Riverside, 2233. március 22. – 2293/2371) a Star Trek-sorozat és a ráépülő filmek egyik főszereplője, az Enterprise csillaghajó parancsnoka. William Shatner alakítja. Barátai az eredeti sorozat másik két főszereplője, Spock és Dr. McCoy.
Kirk két Enterprise nevű hajó kapitánya is volt: az eredeti sorozatban és az első három filmben szereplő USS Enterprise (NCC-1701)-é, majd a USS Enterprise (NCC-1701-A)-é. Az első hét mozifilmben szerepelt, és főszereplője a 2009-ben bemutatott 11. Star Trek-filmnek is, amely a sorozat előzménye. Ebben Chris Pine alakítja.

## Áttekintés
A Star Trekben főként Kirknek a Csillagflottánál felfelé ívelő karrierjét láthattuk, így élete korábbi éveiről kevés a hivatalos adat; bár számos regény és történet foglalkozik ezzel, legtöbbje nem része a hivatalos életútnak.

### Családi élete
Az Iowa állambeli Riverside kisváros 1985-ben kérvényt nyújtott be a Star Trek alkotójának, Gene Roddenberrynek és a Paramount Picturesnek, hogy „örökbefogadhassák” Kirköt mint városuk híres szülöttét (hasonlóan ahhoz, ahogy az Illinois állambeli Metropolis tette Supermannel). Bár a Paramount hivatalosan nem válaszolt, Roddenberry igen, és áldását adta a tervre. A riverside-i helyi közösségi klub évente rendez egy Trek-ünnepséget, melyen előre megünneplik Kirk jövőbeli születését.
A 4. filmben (Star Trek IV: A hazatérés) megerősíti, hogy iowai: mikor Gilliannel beszél, aki megkérdezi, hogy az űrből jött-e, azt feleli, hogy nem, Iowából, csak az űrben dolgozik. Hivatalosan nem derül ki a születési ideje, de a sorozat egyik epizódjában megemlíti, hogy 34 éves (a kérdéses epizód a később összeállított kronológia szerint 2267-ben játszódik), tehát az évszám a legtöbb helyen 2233. március 22. szerepel születési dátumként (a március 22-i dátum a színész, William Shatner születésnapja).
A Final Frontier (A végső határ) című, nem a hivatalos kronológia részét képező Star Trek-regény szerint Kirk apjának neve George Samuel Kirk. Több más regény szerint Kirk anyjának keresztneve Winona. Egy Star Trek-epizódban Kirk bátyja, ifj. George Samuel a feleségével, Aurelannel együtt meghalt a denevai parazitainvázió alatt 2267-ben; fiuk, Peter életben maradt. A What Are Little Girls Made Of? című epizódban elhangzott párbeszéd tanúsága szerint ifj. Sam Kirknek még két gyermeke volt.
Legalább két regény játszódik Riverside városában: a Best Destiny, ami a hatodik film, a Star Trek VI: A nem ismert tartomány közvetlen folytatása, Kirk gyermekkorát eleveníti fel, a Final Frontier pedig (nem összetévesztendő az azonos című ötödik mozifilmmel, a Star Trek V: A végső határral) az eredeti sorozat előzménye, és Kirk apjának űrbéli kalandjairól szól; első és utolsó fejezetében Kirk is szerepel.
A hivatalos történet (azaz csak a sorozat és a filmek alapján) szerint Kirknek legalább egy gyermeke volt, David Marcus, aki a Carol Marcusszal folytatott kapcsolatából született, és a 2. mozifilm (Star Trek II: Khan haragja) eseményeiig Kirk nem tudott a létezéséről, csak a már felnőtt fiával találkozott, aki a következő filmben meg is halt. A sorozat alatt a The Paradise Syndrome című részben Kirk amnéziásan beleszeretett és összeházasodott egy indián nővel, Miramanee-val. Miramanee is gyermeket várt, de elvetélt és meghalt.
Bár a Földön született, Kirk egy ideig a Tarsus IV-en élhetett, ahol 13 évesen egyike volt annak a mindössze 9 túlélőnek, aki tanúja volt 4000 telepes lemészárlásának.

### Karrier
Kirk kiemelkedő eredménnyel végezte el a Csillagflotta Akadémiát, ő volt az első, akinek a program meghackelésével sikerült győznie a Kobayashi Maru teszten, amiben normális esetben mindenki veszített (a program célja az volt, hogy tesztelje, hogy viselkedik a kadét, ha kilátástalan helyzetbe kerül). Eredeti megoldásáért kitüntették. 2250-ben kezdte meg tanulmányait az Akadémián: még az Akadémia kadétja volt, amikor zászlósként a USS Republic fedélzetére került. 2254-ben végezte el az Akadémiát, előléptették hadnaggyá, és a USS Farragut fedélzetére küldték. Itt 2257-ben túlélte egy, a Tycho IV bolygón talált gázfelhő-forma idegen támadását, amiben a legénység nagy része meghalt, köztük Garrovick kapitány is. Az Obsession című epizód szerint Kirknek később lelkiismeretfurdalása volt, úgy érezte, túl sokat habozott, amikor szembeszállt az idegennel.
Kirk harmincegy évesen a flotta legfiatalabb kapitánya lett 2264-ben, mikor megkapta a USS Enterprise (NCC-1701) parancsnokságát, Robert April és Christopher Pike után. Kirk volt a hajó kapitánya annak legendás ötéves küldetése során (2265 és 2270 között), aminek idején az eredeti sorozat epizódjai játszódnak. A hajó első tisztje és tudományos tisztje a vulkáni Spock volt, a fontosabb tisztek közé tartoztak még a hajóorvos Dr. Leonard McCoy, a főgépész Montgomery Scott, a kommunikációs tiszt Uhura, a kormányos Hikaru Sulu és később a navigátor Pavel Chekov. 
Az ötéves küldetés befejezése után Kirköt előléptették admirálissá. Az ezzel járó adminisztratív szerepkör azonban nem felelt meg neki, visszavágyott az űrbe. A hajó nagyszabású két és fél éves átépítése után 2273-ban, amikor a V'ger nevű idegen entitás veszélyeztette a Föderációt, Kirk ideiglenesen átvette az Enterprise irányítását Willard Decker kapitánytól. Decker "eltűnése" (egyesült V'gerrel és a lét egy magasabb síkjára lépett) után a hajó parancsnoka maradt egy újabb ötéves küldetés erejéig. 2282 körül Kirk visszavonult, de 2284-ben ismét visszatért szolgálatba, főként az Akadémián végzett adminisztratív munkát.
2285-ben, a második film eseményei során Kirk újra átvette az Enterprise irányítását, hogy legyőzze régi ellenségét, Khan Noonien Singhet. Később lefokozták kapitánnyá, amiért még ugyanebben az évben (a harmadik, Star Trek III: Spock nyomában című filmben) ellopta és hogy a legénységet megmentse megsemmisítette az Enterprise-t. Célja az előző filmben meghalt Spock kapitány megmentése és életre keltése volt. Lefokozása után 2286-tól a USS Enterprise-A parancsnoka volt 2293-ig.
Dr. Carol Marcustól született egy fia, David, akit 2285-ben (a harmadik filmben) megöltek a klingonok. Emiatt Kirk éveken át gyűlölte a klingonokat, akiket kollektíven felelősnek tartott fia haláláért. Mikor Spock a Praxis-incidens után tárgyalásokba kezdett a Klingon Birodalommal apja, Sarek nagykövet nevében, és felajánlotta, hogy majd Kirk vezeti a küldetést, amaz feldühödött. Mikor Spock rámutatott, hogy a klingonok haldokolnak, azt válaszolta: „Dögöljenek meg.” Kirk gyűlölete a klingonok iránt csak akkor enyhült, amikor a klingon Gorkon kancellár a halálos ágyán arra kérte, „ne hagyja, hogy így érjen véget” – ekkor ráébredt, hogy nem minden klingon felelős a fia haláláért. A hatodik mozifilmben Kirköt, akinek a klingonok iránti gyűlölete közismert volt, megvádolták azzal, hogy ő gyilkolta meg Gorkon kancellárt, és McCoyjal együtt a Rura Penthe büntető aszteroidára küldték, ahonnan megszöktek, végül azonban bebizonyosodott az ártatlanságuk.

### Halála
A hetedik mozifilmben, a Star Trek: Nemzedékek-ben Kirk eltűnt és feltételezték, hogy meghalt, amikor a USS Enterprise-B károkat szenvedett. A valóságban Kirk a Nexus nevű alternatív világban élt tovább, ahol 2371-ben rátalált Jean-Luc Picard kapitány (Kirk számára mindössze pár perc telt el a 78 év alatt), aki rávette, hogy térjen vissza a Veridian III-ra és állítsa meg Tolian Sorant, aki 230 millió életet akar kioltani, hogy visszajuthasson a Nexusba. Kirk segít Picardnak szabotálni Soran tervét, de a Sorannel való harc közben meghal. Picard a helyszínen eltemeti.
Az eredeti forgatókönyvben Soran ölte meg Kirköt, azzal, hogy hátba lőtte. Ez a halál azonban kiváltotta a tesztközönség nemtetszését. Így a végleges változatban egy összeomló hídon hal meg, ami egyben utalás egy űrhajó hídjára, ami a rajongók szerint megfelelőbb helyszín lett volna Kirk hősi halálához. Még ez a végződés sem nyerte el azonban mindenki tetszését: voltak rajongók, akik a film megvágásával bizonyították, hogy Kirk részvétele nélkül is működött volna a történet.

## Shatner regényei
A William Shatner által írt könyvekben (a The Returnnal kezdődően) Kirk maradványait felsugározta egy álcázásból kilépő romulán hajó, mielőtt Picard segítséget hívhatna. Ezután a romulánok – borg technológia segítségével – életre keltik Kirket, és azt remélik, ha kiborggá változtatják, megölethetik vele Picardot. Kirk azonban átlát rajtuk, és a Föderáció beépített embereként segít elpusztítani a borgok bolygóját. Ezután még további kalandokban vesz részt.
A Pocket Books kiadó nem ismeri el ezeket a történeteket a hivatalos Star Trek-történelem részének, és ezért mások által írt regényekben nem szerepel Kirk. A Trek-regények nagy része azonban egyébként sem képezi részét a hivatalos történelemnek.

## Tüköruniverzum
A Mirror, Mirror című epizódban, melyben egy párhuzamos univerzumot láthatunk, és a legtöbb szereplő a sötét oldalát mutatja, Kirk a Terrán Birodalom flottájának tisztje, és azután lett az ISS Enterprise birodalmi csillaghajó kapitánya, hogy megölte az előző kapitányt, Christopher Pike-ot. Ezután lemészároltatott 5000 telepest a Vega IX-en, majd eltiport egy felkelést azzal, hogy elpusztította a felkelők bolygóját. Miután Kirk és a párhuzamos univerzumbeli Kirk rövid időre helyet cserélnek, a párhuzamos univerzumbelit Spock bezárja. Kirk megpróbálja megvesztegetni Spockot, hogy eressze ki, de sikertelenül. Később a Deep Space Nine Crossover című epizódjából kiderül, hogy Kirk (a rendes univerzumbeli) győzte meg a tüköruniverzumbeli Spockot, hogy érje el, hogy a Birodalom békésebb politikát folytasson. Spock reformjai sikerrel jártak, végül azonban oda vezettek, hogy a Birodalom legyengült, és a klingonok meg a kardassziaiak legyőzték.

## Más szereplések
- William Shatner egyik regényében a tüköruniverzumbeli Kirk Spock támogatásával a Földi Birodalom császára lesz Tiberius néven, és véreskezű diktátorrá válik. Végül Spock legyőzi, mint az a Deep Space Nine tüköruniverzumbeli epizódjaiból is ismert. Kirk ezután szövetkezik a klingonokkal és a kardassziaiakkal, hogy foglalják el a Földet és a Vulcant, őt magát pedig hibernálják nyolcvan évre, hogy győzedelmes császárként térhessen vissza. A legtöbb folytatásban, például a David Alan Mack által írt The Sorrows of Empire-ban a párhuzamos univerzumbeli Kirk és Spock ellenségek, és végül Spock meggyilkolja Kirköt, majd átveszi a hatalmat a Birodalom fölött.
- Kirk megjelenik archív felvételeken a Deep Space Nine Trials and Tribble-ations című részében, ahol találkozik az időutazó Benjamin Sisko kapitánnyal, Miles O'Briennel és Julian Bashirral.
- Említik a The Sword of Kahless című DS9-epizódban, amikor Worf az Errand of Mercy című TOS-epizód eseményeiről kérdezi Kort.
- A The Naked Now című Star Trek: Az új nemzedék epizódban, ahol egy különös betegség miatt furcsán viselkednek a legénység tagjai, Riker és Data hasonló betegség után kutatnak a flotta adatbázisában, és találnak egy bejegyzést, miszerint az eredeti Enterprise-on, melynek „egy bizonyos James T. Kirk kapitány volt a parancsnoka”, előfordult hasonló. Ez utalás a The Naked Time című TOS-epizódra.
- A Q2 című Star Trek: Voyager-epizódban Icheb esszét ír és beszédet mond Kirk kapitányról Kathryn Janeway kapitány előtt.
- Kirköt James Cawley Trek-rajongó játssza az interneten terjesztett, nem hivatalos Trek-epizódokban, melyek a Star Trek: New Voyages sorozatot alkotják.

## Fogadtatása

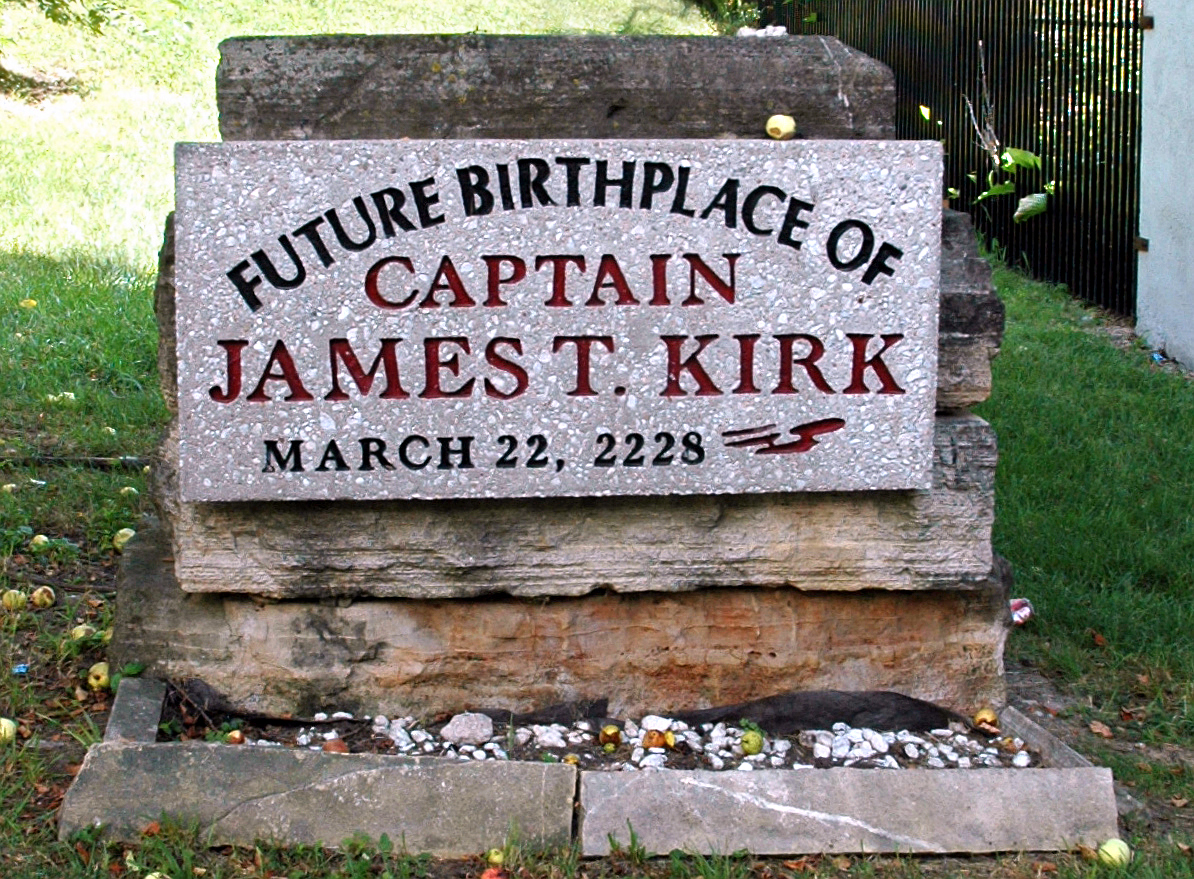
James T. Kirk kapitány jövendő szülőhelyének emléktáblája

A Star Trek: The Next Generation című sorozat kezdetekor sok Star Trek-rajongó összehasonlította Kirk és az új sorozat kapitánya, Jean-Luc Picard vezetői stílusát. Kirk legjobb tulajdonságának azt tekintik, hogy a legszokatlanabb problémára is gyorsan reagál, míg Picard inkább a diplomáciában jó. Mindketten tisztában vannak legénységük szükségleteivel
Az Iowa állambeli Riverside város „adoptálta” Kirk kapitány mint a város jövőbeli fiát. A város megépítette az Enterprise másolatát USS Riverside néven, valamint felállított egy emléktáblát James T. Kirk kapitány jövendő szülőhelyén. A Riverside Area Community Club évente Trek-napot (Trek Fest) rendez Kirk születésnapján.

## Rangja
- Az eredeti sorozatban és a rajzfilmsorozatban az Enterprise kapitánya
- Az I.-IV. mozifilmben admirális
- Az V.-VI. mozifilmben az Enterprise kapitánya
- A VII. mozifilmben nyugalmazott kapitány

## Alternatív idősík
A 2009-es Star Trek filmben egy Nero nevű jövőbeli romulán bolygójának pusztulását látva bosszút esküszik az akkor már nagykövetként tevékenykedő Spock ellen. A támadás pont akkor éri hegyesfülű hősünket, amikor a vörös anyag segítségével egy felrobbanó szupernovától próbálja megvédeni a Galaxist. Az erőfeszítése sikerrel jár, ám a nemvárt romulán hajó elöli menekülés során a keletkező fekete lyuk beszippantja őket. 
Eltérő időben bukkannak elő mintegy 25 éves különbséggel. 
Nero Kirk születésének pillanatában jelenik meg, s megtámadva a USS Kelvin-t édesanyját menekülésre, édesapját önfeláldozásra kényszeríti. Ez az idővonalbeli változás kihatással van az ifjú Kirk életútjára is: Christopher Pike kapitány unszolására lép be a csillagflottába, s első küldetése a Vulkán megmentése lett. A kapitányt nem Ő, hanem az Enterprise elsőtisztje, Spock váltja fel, s akit csak bolygója pusztulása valamint édesanyja halála okozta érzelmi kompromittálódás készteti a parancsnoki szék átadására.
Immár kapitányként sikeresen felülkerekedvén Neron ezen az idősíkon életében először menti meg a Földet és a Föderációt a biztos pusztulástól. Kirköt a filmben Chris Pine alakítja.